# Каланча, Антонио де ла
Антонио де ла Каланча или отец Каланча (исп. Antonio de la Calancha; 1584, Чукисака — 1 марта 1654, Лима) — католический священник и хронист Перу и Боливии, описавший Завоевание Империи Инков, обычаи и традиции местных индейцев — кечуа, аймара и других.

## Биография
Являлся сыном андалузского владельца энкомьенды, капитана Франсиско де ла Каланча и доньи Мария де Бенавидес. Отказался идти по стопам своего отца, чтобы поступить в религиозный Орден августинцев в городе Чукисака. Потом переехал учиться в Лиму, где получил степень Доктора Теологии в Университете Сан Маркос и стал одним из самых известных проповедников своего времени.
Был секретарём провинции, Ректором Коллегиума Сан Ильдефонсо. Во время разрушительного землетрясения в Трухильо 14 февраля 1619 года он возглавлял монастырь города, после этого стал приором.

## Каланча об инкских кипу

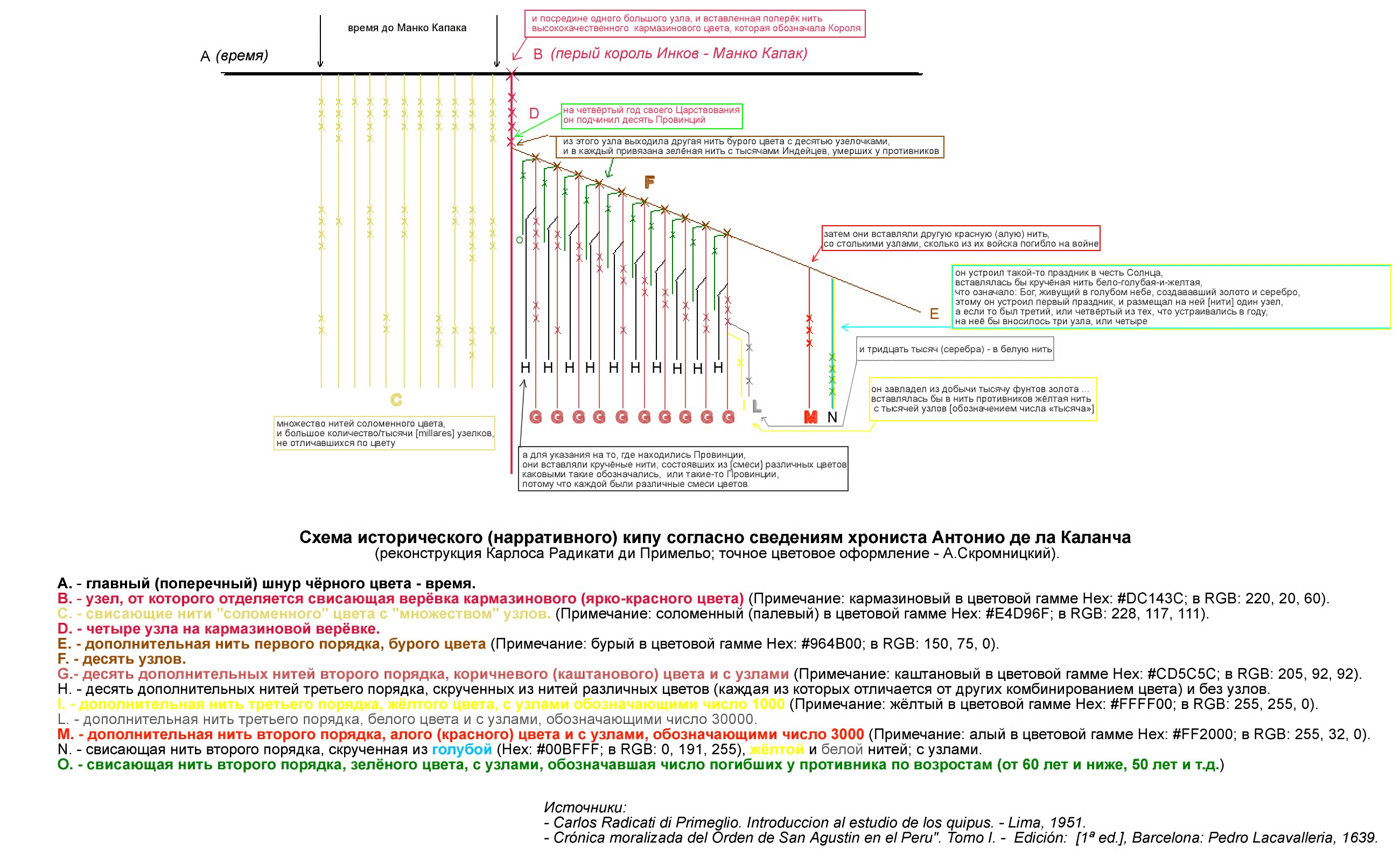
Схема исторического (нарративного) кипу согласно сведениям хрониста Антонио де ла Каланча (реконструкция Карлоса Радикати ди Примельо; точное цветовое оформление — С. А. Куприенко).

Антонио де ла Каланча написал в своей «Cronica moralizada» (1639), что кипу при помощи различных символов-определителей передавали имена собственные и названия провинций. Он привел также пример весьма сложного понятийного построения для фразы:

…Что до Манкокапака, являвшегося первым Королём Ингой, в этой земле не было ни Королей, и начальников, ни культа, ни поклонения, и что на четвёртый год своего Царствования он подчинил десять Провинций, и что он завоевал какую-то благодаря гибели своих врагов, в каковой войне погибло три тысячи своих, и что он в этих добычах захватил тысячу фунтов золота и тридцать тысяч — серебра, и что в благодарность за победу он устроил такой-то праздник Солнцу.— Антонио де ла Каланча. Моральная хроника Ордена Святого Августина в Перу. Том 1., стр. 176
Антонио де ла Каланча дал единственную известную дешифровку построения кипу именно по этой фразе, детально расписав, на каких нитях, какого цвета, какое количество узлов находилось.

## Произведения
- Crónica moralizada del Orden de San Agustin en el Peru", том 1 (1638)
- Crónica moralizada del Orden de San Agustin en el Peru", том 2 (1653)
- латинский перевод его Хроники (1651)
- De los Varones ilustres del Orden de S. Agustin.
- De Immaculatae Virginis Mariae Conceptionis Certitudine" (Лима, 1629)

Изучив Теологию, он добился того, что его отправили объехать (дважды за его жизнь) Верхнее Перу (нынешняя Боливия) и Нижнее Перу, и это позволило ему собрать воедино огромное количество фактического материала для своей Моральной Хроники Ордена Сан Августина в Перу (Crónica moralizada de la orden de San Agustín en el Perú), первый том которой вышел в Барселоне в 1631 (или 1638) году, вскоре переведенного на латынь (Бруллиус в 1651) и на французский язык. Второй том, оставшийся незавершенным, появился в Лиме в 1663 году. Эта работа содержит много данных о религии, обычаях, нравах индейцев Перу и Боливии, о географии, теологии, и является одной из важнейших, касающихся происхождения индейцев, их истории. Правда, он не всегда критически относился к собранному материалу, следуя духу своего времени, хотя и тщательно и последовательно отбирал исторические сведения. Его произведение пропитано гонгоризмами.
Он хорошо знал кечуа, но его этимология многих слов этого языка довольно сомнительна. Он перечитал известные хроники (Поло де Ондегардо, Бальбоа, Авенданьо, иезуитов Теруеля, Васкеса и Арриага), неизданные манускрипты, собрал народные суеверия и обычаи.
Каланча установил сходство индейцев и монголоидов (татар), но выводил миграцию азиатов сквозь призму библейских сведений, таких экстравагантных и наивных, равно как и Монтесинос. Как и другие авторы, начало истории индейцев он возводит к эпохе айлью и варварства, когда не было аристократии, а существовала демократия. В его хронике собраны многочисленные сказки и легенды, он тщательно изучал богов, религиозные традиции, языки, сообщения об идолах. Всё это представляет большой интерес, но все сведения разбросаны в беспорядке и очень часто переплетаются с религиозными наставления и отступлениями самого автора.
Умер отец Каланча в Лиме утром 1 марта 1654 года.